# Presbiteri

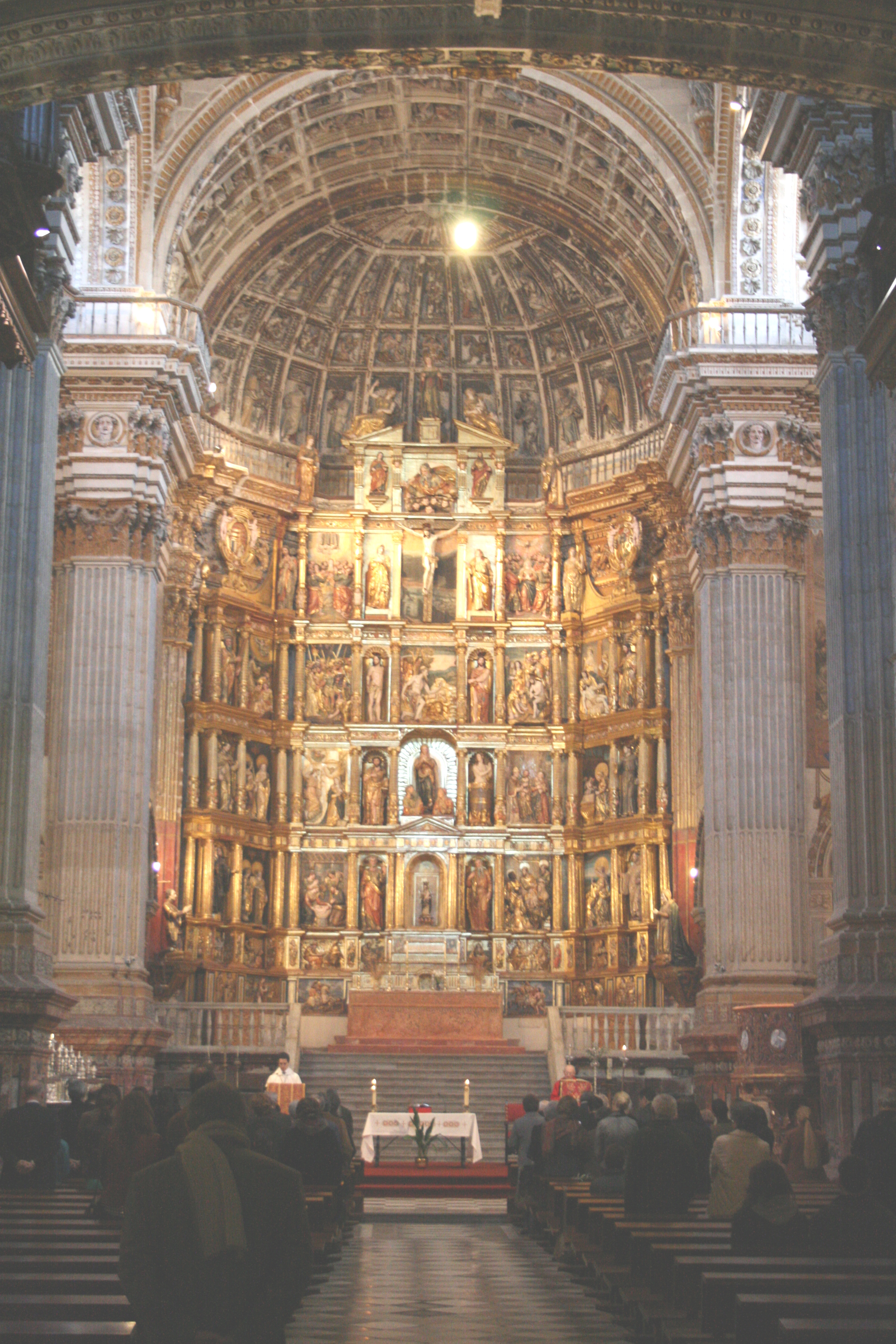
Presbiteri de la Catedral de Granada, ben delimitat per la graonada i la barana Al fons, destaca el gran retaule

El presbiteri és l'espai que en una església o catedral envolta l'altar major. És una zona reservada per al clergat, generalment emplaçada a un nivell més alt que la nau que ocupen els fidels, i separat d'ella per una graonada, una barana o cancell o també un reixat. A les esglésies orientals aquesta separació la marca la iconòstasi. Als costats del presbiteri es troben els ambons (poden ser un o dos) des d'on es fan les lectures i la predicació. A la part de darrere l'altar s'alça el retaule, que constitueix la principal referència visual del presbiteri.
A les esglésies romanes d'Orient, el presbiteri sol ser designat amb el nom de bema, del grec βῆμα, ‘plataforma’ o ‘graó’.